# Josef Krčil
Josef Krčil (11. března 1906, Kutná Hora – 9. prosince 1985, Kutná Hora) byl český malíř figuralista a krajinář.

## Rodina
Jeho otec vlastnil v Kutné Hoře lakýrnictví, kde pracoval i Josefův bratr František. Jejich bratranec byl překladatel a autor próz Karel Paťha.

## Dílo
Dílo Josefa Krčila je v Kutné Hoře obecně známé díky jeho celoživotnímu působení v tomto městě. Nejznámější je jeho dílo poválečné, díky němuž si také plně zasloužil přídomek ''malíř svého města''. Pro pochopení této umělecké a životní etapy je ale důležité připomenout si právě počátky a ranou tvorbu, ovlivňující dalších 40 let Krčilovy umělecké práce. Shromážděná kolekce 43 kreseb i obrazů pochází převážně ze soukromých sbírek v Kutné Hoře, ze sbírek kutnohorské pobočky akciové společnosti Česká spořitelna, Okresního muzea v Kutné Hoře a kutnohorské pobočky akciové společnosti Komerční banka Praha.
V letech 1924 až 1949 působil jako pedagog na Akademii výtvarných umění v Praze významný český umělec profesor a pozdější rektor akademie  Jakub Obrovský. Malířská, grafická a sochařská figurální tvorba profesora Jakuba Obrovského charakterizovaná bezprostředním vztahem k realitě a k senzualismu, byla základem, měřítkem a vzorem, jež tento pedagog poskytoval svým žákům. Patřili k nim například Jan Úprka, František Koliha, Václav Tikal, Karel Černý a mnoho dalších českých umělců mezi nimi i kutnohorský rodák malíř Josef Krčil, který zde studoval od roku 1931 až do svého absolutoria roku 1937. Z období studia na Akademii pochází také zde vystavený soubor 19uhlových kreseb, na nichž je snad nejvíce patrná Krčilova kreslířská schopnost, výtvarné nadání a míra vlivu figuralisty Jakuba Obrovského na své žáky. Kresby Josefa Krčila z třicátých let jsou charakteristické zájmem o postižení okamžiku, energickou linkou a sebejistým rukopisem. Modelace je utvářena v detailech typickým skládáním objemu z malých plošek, stejným způsobem, používaným v pozdějších letech i na olejomalbách městských pohledů. Josef Krčil byl výborným kreslířem, přes tyto své grafické předpoklady zdůrazňované a připomínané mu již na akademii, bezvýhradně toužil stát se malířem a věnovat se malbě jako své hlavní doméně. Svou kresebnou jistotu využíval později jako prostředek pro stavbu a rozvržení nového obrazu, a to v kombinaci se smyslem pro kompozici získaným během školení dekorativního malířství u Jaroslava Černého, jež předcházelo studiím na Akademii.
Po studiích, kdy se začal Josef Krčil zabývat vlastní volnou tvorbou, uskutečnil studijní cestu do zahraničí, zvláště balkánskými státy až do Cařihradu (v roce 1937). Z tohoto pobytu vytěžil soubor děl orientální architektury a typů, z nichž je zde vystavena kresba tužkou Obchodník z Varny – jedna z mnohých letmých a svěžích skic, jimiž zaznamenával zážitky ze své cesty. V této době, v letech 1937 až 1949 začal Josef Krčil působit i jako výtvarný pedagog, učil výtvarnou výchovu a deskriptivu na střední škole učňovské v Kutné Hoře. K tomu ho bezesporu přiměla nutnost hledání stálého zdroje obživy poté, co se roku 1937 oženil a založil rodinu. V letech 1951 až 1966 se věnoval restaurátorské práci na obnově nástěnných maleb historických objektů i když vlastní volné tvorbě se věnoval stále, nezapomínaje, že právě ona je tím, co po umělci zůstává. Díky tomu se jeho díla dnes čítají ne na desítky, ale na stovky.
Výtvarná potence Josefa Krčila se projevila jak v portrétní tvorbě, tak zejména v cíleném zachycování historické architektury Kutné Hory, městských výsečí a zákoutí, kutnohorských uliček známých i zdánlivě všedních. Míra stylizace autorovy olejomalby odpovídá postimpresi, původní tmavá hutná barevnost uplatňovaná ve 30. letech (přes některé výjimky např. cyklus Modrý kříž, 1937) se vyjasňuje na přelomu let třicátých a čtyřicátých a počínaje rokem 1945 jsou typické městské motivy Kutné Hory podávány pastózním přednesem s důrazem na zobrazovaný materiál ve směsi okrů, žlutí a cihlové červeni kombinované dle volby motivu s měkkou zelení vegetace či naopak dramatickými liniemi holých stromů.

## Výstavy
- 1937 X. výstava obrazů z domova i ciziny Josefa Krčila, Vlašský dvůr Kutná Hora (21. listopadu – 5. prosince)
- 1941 Malíři Čáslavska, (s J. U. V.), Čáslav
- 1946 Souborná výstava Josefa Krčila, Vlašský dvůr, Kutná Hora (1.–15. prosince)
- 1947 Kutná Hora v obrazech Josefa Krčila, Rubešova galerie, Praha (květen)
- 1949 Soubor obrazů Josefa Krčila, Výstavní síň Mladé fronty, Litoměřice (27. listopadu – 11. prosince)
- 1950 Josef Krčil, Hornická Kutná Hora, Vlašský dvůr, Kutná Hora (26. listopadu – 17. prosince)
- 1951 Josef Krčil, obrazy, Závodní klub Sázavan, Společenský dům, Zruč n. Sázavou (2.–16. prosince)
- 1968 Kutná Hora v obrazech Josefa Krčila, Jeneweinova galerie, Vlašský dvůr, Kutná Hora (listopad)
- 1977 Město nad Vrchlicí (obrazy), Tylův památník, Kutná Hora (leden)
- 1980 Josef Krčil, Tylův památník, Kutná Hora
- 1982 Josef Krčil, Výstavní síň Čáslav (říjen)
- 1996 Josef Krčil, obrazy a kresby z let 1930–1945, Vlašský dvůr, Galerie Felixe Jeneweina města Kutné Hory, Kutná Hora (listopad)

Pozn.: také členské výstavy J.U.V. v Praze (do roku 1950) – Umělci národu, Zlínský salon, v Třemošnici, výstava SVUV v Pardubicích a j.

### Zastoupení ve sbírkách
- Galerie Felixe Jeneweina města Kutné Hory;
- Sbírka města Kutné Hory;
- Okresní muzeum v Kutné Hoře;
- Národní galerie v Praze;
- Ministerstvo kultury České republiky.